# 桃太郎 海之神兵
《桃太郎 海之神兵》（日语：桃太郎 海の神兵）是第二次世界大战期间，日本海軍省以“国策动画电影”的名义委托松竹动画研究所于1944年制作的政治宣传动画电影，1945年4月12日公映，电影为黑白画面，长度74分钟，这部电影曾对当时仍是学生的手塚治虫有一定的影响。

## 概要
本片是1943年上映的动画电影《桃太郎之海鹫》的姐妹篇，以第二次世界大战中太平洋战争南方战场的苏拉威西岛和万鸦老地区的作战情况为题材，描绘了日本海军在战争中的表现，是以当时日本军国主义政府宣扬的国策八纮一宇和大東亞共榮圈为主题的长篇动画电影，片长达74分钟，由日本海軍省投入27万日元的巨资和近100名工作人员制作而成，本片的制作技术代表着当时日本动画的最高水平。
影片中的音乐剧场面，是导演濑尾光世参考1940年在美国上映的迪士尼动画电影《幻想曲》制作出来的，这样既宣扬了日本军国主义号召青年加入日本海军参战的宣传目的，也达到了像《幻想曲》那样给孩子们带来梦想和希望作品的目的，本片与姐妹篇《桃太郎之海鹫》一起宣扬了日本军国主义政府的基本国策八纮一宇和大東亞共榮圈。
松竹映画研究所的制作工作室设在东京银座的歌舞伎座旁边的大楼里，一个角色由一个工作人员专门负责，采取了今天无法想象的高标准高投入制作，1943年3月电影企划成立，经过前期准备后开始制作，但随着太平洋战争战况逐渐恶化，年轻的工作人员被不断抽调征兵而减少，而且，在录音室，每当空袭警报响起时，工作人员们都会带着器材等到地下室避难，警报解除后又重新开始制作，困难的状况持续存在。另外，物资也严重不足，即使是国策宣扬的电影也无法凑齐制作所需的材料，电影制作就这样在非常恶劣的环境下进行着，最终于1944年12月制作完成，当初近70名工作人员在完成时减少到了15名左右，而后电影在经过一段时间的修改后，终于在1945年4月12日得以公映。
日本投降后，电影胶卷被駐日盟軍總司令认为是宣扬日本军国主义为由而被没收销毁。而后于1982年，在松竹映画仓库中发现了电影底片，本片得以重见天日，1984年，本片再次公映。
1987年，作为TBS電視台的特别企划，本片首次在电视上播放，在节目中，濑尾光世和手塚治虫进行了对话。